# 小幡将己
小幡 将己（おばた まさき、1998年12月25日 - ）は、ジャパンラグビーリーグワンNECグリーンロケッツ東葛に所属するラグビー選手。

## プロフィール
- 大阪府出身[1]。
- ポジションはセンター(CTB)。
- 身長 181 cm、体重 91 kg
- ニックネームはまさき、おばっち、オバッツ

## 略歴
2017年、石見智翠館高校卒業後、明治大学に入る。なお石見智翠館高校時代、高校日本代表候補に選ばれたことがある。
2021年、明治大学卒業後、NECグリーンロケッツ（同年6月よりNECグリーンロケッツ東葛）に加入。
2022年3月6日に行われたJAPAN RUGBY LEAGUE ONE交流戦第8節ブラックラムズ東京戦にて途中出場でリーグワン公式戦初出場を果たした。